# Chhaprabhatha
Chhaprabhatha è una suddivisione dell'India, classificata come census town, di 23.411 abitanti, situata nel distretto di Surat, nello stato federato del Gujarat. In base al numero di abitanti la città rientra nella classe III (da 20.000 a 49.999 persone).

## Società

### Evoluzione demografica
Nel censimento del 2001 la popolazione di Chhaprabhatha assommava a 23.411 persone, delle quali 13.433 maschi e 9.978 femmine. I bambini di età inferiore o uguale ai sei anni assommavano a 3.330, dei quali 1.760 maschi e 1.570 femmine. Infine, coloro che erano in grado di saper almeno leggere e scrivere erano 17.019, dei quali 10.460 maschi e 6.559 femmine.